# Lost Odyssey
Lost Odyssey (jap. ロストオデッセイ, Rosuto Odessei) ist ein japanisches Computer-Rollenspiel, das für die Konsole Xbox 360 erschienen ist und von Mistwalker in Zusammenarbeit mit feelplus entwickelt wurde. Das Spiel verkaufte sich weltweit mehr als 800.000 mal.

## Spielmechanik
Lost Odyssey nutzt ein traditionelles rundenbasiertes Kampfsystem, wie es in den meisten japanischen Rollenspielen der Fall ist. Auf einer Weltkarte bewegt der Spieler seine Gruppe zwischen angrenzenden Städten oder Feldern und kann auch später mithilfe von Seeschiffen die Welt frei erkunden. Während der Erkundung von Gebieten trifft der Spieler in Zufallskämpfen auf Monster. Im Kampf sind die Charaktere des Spielers und der Gegner einander gegenüberstehend in zwei Reihen aufgestellt. Bis zu fünf Figuren je Partei können auf einmal an einem Kampf teilnehmen. Zum Start des Kampfs wird die hintere Reihe durch die vordere teilweise vor Schaden bewahrt. Die Abwehr basiert auf der Höhe der Trefferpunkte der vorderen Reihe. Dieser Schutz reduziert den Schaden, den die hinten stehenden Charaktere erhalten können. Wenn die vordere Reihe jedoch Schaden erhält, wird der Schutz schwächer und kann nur durch die Nutzung von Zauber oder Fähigkeiten wieder gestärkt werden. Wenn die Abwehr komplett aufgebraucht ist, wird der Schaden bei Angriffen auf die hintere Reihe nicht mehr reduziert.
Im Kampf wirken Items unmittelbar, normale Angriffe laufen noch in derselben Runde ab, während Zauber oder spezielle Fähigkeiten meist eine oder mehrere Runden benötigen, bis sie aktiviert werden. Wenn der Spieler von einem gegnerischen Angriff getroffen wird, kann das dazu führen, dass seine Aktion verzögert wird. Der Spieler hat auch die Option eine Aktion abzubrechen.
Eine normale Attacke wird mit dem „Ringsystem“ durchgeführt. Wenn der Charakter einen Angriff startet, erscheinen zwei konzentrische Ringe. Der Spieler muss eine Taste drücken, wenn sich beide Ringe kreuzen. Je nachdem, wie genau er den richtigen Zeitpunkt abpasst, erhält er den Rang „schlecht“, „gut“ oder „perfekt“, der die Effektivität des Angriffs anzeigt. Die Ringe können durch Zusatzgegenstände aufgewertet und verstärkt werden.
Es gibt zwei Typen von Charakteren, die der Spieler kontrolliert: „Sterbliche“ erhalten Fähigkeiten, indem sie aufleveln, aber können sich auch zusätzlich durch das Ausrüsten von Gegenständen verbessern. „Unsterbliche“ dagegen haben keine Fertigkeiten, können aber durch Verbindung mit einem sterblichen Charakter dessen Fähigkeit einsetzen und mit steigender Erfahrung verbessern, bis hin zu dem eigenständigen Einsatz der Fähigkeit ohne einen sterblichen Mitstreiter. Sie können außerdem, nach demselben Prinzip, Fähigkeiten durch Ausrüsten mit Gegenständen erlernen. Unsterbliche werden als Einzige nach ihrem Ableben während des Kampfes automatisch wiederbelebt. Trotzdem ist das Spiel, wenn die komplette Gruppe inklusive der Unsterblichen bezwungen ist, vorbei.
Das Magiesystem des Spiels basiert auf vier Klassen: Schwarze Magie (sie besteht hauptsächlich aus Elementarangriffen und negativen Statuseffekten), Weiße Magie, Heilung und Schutz, Geistermagie, Statusveränderungen und Nichtelementare Magie sowie Kompositmagie, mit der der Spieler zwei Zauber kombinieren kann. Um Zaubersprüche zu nutzen, muss der Spieler diese erst finden, in das Sprüchebuch eintragen und einen Charakter haben, der die richtige Magiefähigkeit und -stufe hat.

## Spielwelt
Lost Odyssey spielt in einer Welt, in der die „Magisch-Industrielle Revolution“ stattfindet. Magische Energie existierte bereits zuvor in allen lebenden Wesen, wurde jedoch plötzlich, in den letzten dreißig Jahren vor Beginn des Spiels, um ein Vielfaches mächtiger. Dies beeinflusste die Gesellschaft in großem Maße, auch mit magischen Maschinen, die zur Energiegewinnung und Nutzung von unter anderem Licht, Fahrzeugen, Kommunikation und Robotern eingesetzt wurden. Während zuvor nur einige Auserwählte Magie handhaben konnten, erlangten nun viele diese Fähigkeit. Dieser Vorgang führte jedoch auch dazu, dass zwei Nationen, das Königreich Gohtza und die Republik Uhra, neue und mächtigere Massenvernichtungswaffen entwickelten. Uhra baute den Großen Stab, eine gigantische magische Maschine, während das stark industrialisierte Gohtza die Forschung von Magie allein aktiv vorantrieb. Eine dritte Nation, der Freistaat Numara, blieb isoliert und neutral, geriet jedoch, aufgrund eines versuchten Staatsstreichs, in Unordnung. Zu Beginn des Spiels sendet Uhra, im Krieg mit Khent, einer Nation von Tiermenschen, seine Streitkräfte für die entscheidende Schlacht ins Bergland Wohl.

## Handlung
Hauptfigur des Spiels ist Kaim. Ein unsterblicher Mensch, der bereits seit mehr als 1000 Jahren lebt, aber keine Erinnerung an seine Vergangenheit hat. Kaim ist ein Söldner, der von den langsam zurückkehrenden Erinnerungen gepeinigt wird. Nach einer Katastrophe, die fast zu der Auslöschung der gesamten Streitmacht der Nationen Uhra und Khent führt, wird Kaim, als einzig völlig unverletzter Überlebender, beauftragt, den Großen Stab zu untersuchen, der von der Nation Uhra und ihrem magischen Berater Gongora eingesetzt wurde. Ihm zu Hilfe kommen die ebenfalls unsterbliche Seth und der Magier Jansen. Am Großen Stab angekommen, werden sie von feindlichen Spähern gefangen genommen und nach Numara gebracht, wo sie auf die unsterbliche Königin des Landes, Ming, treffen, die auch ihr Gedächtnis verloren hat. Ming lässt sie frei und Kaim trifft in Numara auf seine Enkelkinder Cooke und Mack, die sich nach dem Tod ihrer Mutter der Gruppe anschließen.
Das Team erhält die Nachricht, dass Gongora König Tolten überzeugt hat, in Uhra wieder die Monarchie einzuführen und sich auf einen Krieg vorzubereiten. Kakanas nutzt die Gelegenheit und reißt die Kontrolle Numaras an sich. Königin Ming ist gezwungen, gemeinsam mit Kaim und den Anderen als Staatsfeind zu flüchten. Die Gruppe reist nach Gothza, weil sie sich Hilfe durch dessen König erhofft. Auf dem Weg dorthin schließt sich ihnen Sarah Sisulart, Kaims Ehefrau, an, nachdem sie aus dem "Haus der alten Zauberin" gerettet wurde. In Gohtza angekommen, arrangieren Kaim und Sarah Friedensverhandlungen zwischen dem König von Gothza, Königin Ming und Tolten. Während des Treffens aktiviert Gongora den Großen Stab und friert das gesamte Land unter einer Eisschicht ein. In Uhra erfährt Tolten derweil, dass Gongora Toltens Tod verkündet und seinen Thron an sich gerissen hat. Er schließt sich Seth an, die ihren Sohn Sed befreien will, der anschließend ebenfalls der Gruppe beitritt. Dem Team steht nun Seds See- und U-Boot, die Nautilus, zur Verfügung.
In Gothza erlangen die Unsterblichen einen Teil ihrer Erinnerungen zurück und realisieren, dass sie aus einem parallelen Universum stammen und nur als Beobachter auf der Erde sind. Aus Gongoras Tagebuch erfahren sie, dass die Raumzeitdifferenz zwischen beiden Universen 1000 Jahre beträgt. Das heißt, dass während auf der Erde 1000 Jahre vergehen, im Universum von Kaim, Sarah, Seth und Ming nur ein Jahr vergangen ist. Das Tagebuch erklärt auch, dass die Welt der Unsterblichen durch die Emotionen der Menschen aus dem sterblichen Reich beeinflusst werden.
Nachdem sie ihre Erinnerungen wiedererlangt haben, machen sich die Gruppenmitglieder auf den Weg zum Großen Stab. Sie erkennen, dass Gongora mit ihm das Portal zwischen beiden Welten zerstören, die anderen Unsterblichen töten und sich somit unbesiegbar machen will. Die Gruppe konfrontiert Gongora im Spiegelsaal, dem einzigen Ort, an dem er verwundbar ist und getötet werden kann. Der Kampf zwischen beiden Parteien entbrennt. Schlussendlich opfert sich Seth und zieht Gongora in den Spiegel, den Kaim anschließend zerbricht, womit er Gongoras Rückkehr für immer verhindert. Doch auch Seth wird ihre Freunde niemals wiedersehen.
Im Epilog schließen die Nationen Numara und Gothza, die von Ming und Tolten angeführt werden, Frieden und die Monarchie in Uhra wird wiederhergestellt. Ming und Jansen heiraten, während sich Kaim und Sarah niederlassen, um Cooke und Mack großzuziehen.

## Charaktere
- Kaim Argonar- Die Hauptfigur des Spiels und Lieutenant der Uhra Armee ist unsterblich und lebt bereits seit einem Jahrtausend. Oft ruhig und reserviert, empfindet er seine Unsterblichkeit als Bürde und bestreitet seinen Lebensunterhalt als reisender, schwertschwingender Söldner. Trotzdem ist er gutherzig und sieht Schönheit in den trivialsten Dingen des alltäglichen Lebens.

- Seth Balmore- Eine ebenfalls unsterbliche Gefährtin Kaims, ehemalige Piratin und Entdeckerin, die auch der Armee beitrat. Sie ist taff und ungehobelt, aber aufgeschlossener als Kaim und sich selbst und anderen gegenüber immer ehrlich. In zwei ihrer Träume erinnert sie sich, viele Jahrhunderte mit der weisen geflügelten Bestie Aniera verbracht zu haben, bevor Gongora die Bestie gegen ihren Sohn Sed wendete und sie damit zwang, die Bestie zu töten.

- Jansen Friedh- Der Weiberheld und Schwarzmagier mit Hang zu Alkohol wird von Gongora beauftragt Kaim und Seth auszuspionieren. Nachdem er jedoch entdeckt, dass er von Gongora nur benutzt wird, schließt er sich dem Team an, um zusammen mit ihnen Gongora zu Fall zu bringen.

- Kuke und Max-  Kaims Enkelkinder nehmen beide an Kämpfen teil. Cooke ist ein jungenhaftes und kluges Mädchen und Spezialistin der weißen Magie, während Mack, ein sanftmütiger aber taffer Junge, einen Diskus für den Nahkampf nutzt. Die Fähigkeit der Geistermagie erhält er erst später.

- Sed Balmore- Der ehemalige Pirat und Seths Sohn stößt später im Spiel zur Gruppe. Obwohl er physisch normal altert und damit älter aussieht als seine unsterbliche Mutter, bezeichnet er sie noch immer liebevoll als Momma. Er ist der Kapitän des Unterseeboots Nautilus und ein sehr fähiger Mechaniker.

- Sarah Sisulart- Kaims Ehefrau ist eine ruhige Person und eine berühmte Zauberin. Nachdem sie Zeugin des unglücklichen Tods ihrer Tochter wird, gerät sie in eine tiefe Depression. Sie kehrt zu ihrem Zuhause, nahe Tosca Village, zurück und nimmt die Rolle einer alten Frau an, bis sie ihre Enkelkinder trifft und diese sie zurück in die Realität bringen. Sie liebt Poesie, die sie nutzt, um ihre Emotionen auszudrücken.

- Ming Numara- Die Unsterbliche ist aufgrund ihrer langen Regierungszeit auch unter dem Namen Die tausendjährige Königin bekannt. Sie ist die Begründerin und regierende Königin des Staates Numara und strebt danach, das Land mit Güte zu regieren.

- Tolten- Der Sohn des ehemaligen Königs von Uhra wurde überzeugt, die Republik aufzulösen und den Thron wieder zu besteigen. Dies gehörte jedoch zu Gongoras Plan, der daraufhin Tolten für tot erklärte und seine Position einnahm. Während es Tolten an Kampferfahrung mangelt, versucht er mit ganzem Herzen mutiger zu werden.

- Gongora- Der Widersacher im Spiel ist der unsterbliche Gongora, durch den die anderen Unsterblichen dreißig Jahre zuvor ihr Gedächtnis verloren haben. Gongora nahm die Rolle des magischen Beraters Uhras an, um das Große-Stab-Projekt zu leiten. Schließlich löst er den Rat Uhras auf, ermordet den Vorsitzenden Roxian und stellt, mit Tolten als Werkzeug, die Monarchie des Landes wieder her. Nachdem er behauptet, dass Tolten  von einem Auftragsmörder aus Gohtza ermordet worden sei, übernimmt er den Thron und die Kontrolle über den Großen Stab, mithilfe dessen er zu einem Gott aufsteigen will.

- Kakanas- Der General der numarischen  Armee, übernimmt die Rolle eines Nebengegners. Er plant König von Numara zu werden und die Nation, aus Angst vor den Nationen Uhra und Gohtza, zu militarisieren. Er ist extrem paranoid und glaubt, dass alle Nationen ihn und sein Land ausspionieren wollen.

## Entwicklung
Mistwalker entwickelte Lost Odyssey in Kooperation mit Feelplus, einem Tochterunternehmen von Microsoft, das speziell zur Unterstützung Mistwalkers gegründet worden war. Lost Odyssey war das erste Rollenspiel das mit der Unreal Engine 3.0 entwickelt wurde. Ein Umstand, der eine Entwicklung vor dem Erscheinen der Xbox 360 ermöglichte, das japanische Entwicklungsteam jedoch, aufgrund der Instabilität des Engines und der Schwierigkeit, die erforderliche Anleitung zu lesen, behinderte. Dies führte zu technischen Rückschlägen und langen Ladezeiten im Spiel. Lost Odysseys Traumsequenzen wurden von dem preisgekrönten japanischen Kurzgeschichtenautor Kiyoshi Shigematsu geschrieben, der mit dem Spielproduzenten Hironobu Sakaguchi an Kaims Hintergrundgeschichte arbeitete, während Sakaguchi die Hauptgeschichte des Spiels alleine schrieb. Der angesehene Harvard-Professor Jay Rubin übersetzte die Arbeiten ins Englische. Der japanische Mangaka Takehiko Inoue führte das künstlerische Team des Spiels, während der berühmte Komponist Nobuo Uematsu angeworben wurde, um einen zeitgemäßen Soundtrack zu kreieren. Laut Peter Moore und der Ankündigung auf Microsofts E3 2007 Pressekonferenz sollte Lost Odyssey Ende 2007 weltweit erscheinen, erschien dann jedoch in Europa und Amerika erst im Februar 2008.

## Sonstiges
- Eine spielbare Demo des Spiels wurde auf der Tokyo Game Show 2006 präsentiert und in der Novemberausgabe der Famitsu veröffentlicht.[10]
- Am 11. Juli 2007 wurde auf der E3 2007 ein englischer Trailer vorgestellt.[11]
- Am 19. November 2007 wurde auf einem speziellen Blue Dragon/Lost Odyssey Konzert in Shibuya, Tokio der Soundtracks erstmals öffentlich gespielt.[12]
- Bezüglich der Verpackung des Spiels kam es zu vermehrten Beschwerden von Kunden. Da Lost Odyssey nicht auf eine Standard-DVD passte, benötigte es vier Disks. In Japan und Australien bestand die Lösung darin, eine übergroße Hülle mit zwei Spindeln zur Unterbringung zu nutzen. In Amerika und allen PAL-Territorien jedoch wurden die ersten drei DVDs auf einer einzigen Dreidiskspindel und die vierte Disk in einer Papierhülle aufbewahrt. Die Kunden waren besorgt, dass mit dieser Methode die DVDs zerkratzt werden könnten.[13]

## Kritik
Lost Odyssey wurde allgemein gut bewertet. Der Schnitt auf Metacritic betrug 78 Punkte, auf GameRankings 79,72 Prozent und auf Gamestats 7,9 Punkte (Stand: August 2025). Als positiv benannten die Tester eine mitreißende dramatische Geschichte, bemerkenswerte Charaktere und ein gut funktionierendes Kampfsystem.

“Lost Odyssey proves that a turn-based RPG still has merit in modern gaming. While there is nothing in Lost Odyssey that will convert action-RPG fans, there is plenty to please those already singing in the choir. Lost Odyssey creates several memorable characters and a somber setting that should please those sick of JRPGs that seem made for 10-year-olds.”

„Lost Odyssey beweist, dass ein rundenbasiertes RPG im modernen Spiel etwas leisten kann. Während Lost Odyssey nichts hat, was Action-RPG-Fans überzeugen wird, hat es mehr als genug, um die zu erfreuen, die bereits im Chor singen. Lost Odyssey erschafft einige erinnerungswürdige Charaktere und eine düstere Spielwelt, die solche erfreuen wird, die keine JRPGs mehr sehen können, die anscheinend für 10-Jährige gemacht wurden.“

“[…] the game breaks no new ground, but if you stick with it, you'll find a compelling emotional drama, delicate adjustments to an age-old formula, and a unique and balanced skill-development system.”

„[…] das Spiel beschreitet keine neuen Wege, aber wenn du am Ball bleibst, wirst du ein fesselndes emotionales Drama, feine Anpassungen an eine uralte Formel und ein einzigartiges und ausbalanciertes Fähigkeitensystem finden.“

„Als Fan von Final Fantasy X habe ich mich in Lost Odyssey gleich heimisch gefühlt: Tolle Cutscenes, interessante Charaktere, taktische Zufallskämpfe, ein durchdachtes Skill-System und die vertraute Spielmechanik lassen mich gerne in die Welt von Kaim und Co. eintauchen.“

Negativ beanstandet wurde die stellenweise schlechte Grafik und das langsame und altbackene Spielsystem, das Altbewährtes nur leicht verbessert.

“There are parts of Lost Odyssey that are simply gorgeous. Some of the locations are rendered with amazing detail as are all of the playable characters. These stand out in stark contrast to a few locations that look, by comparison, unfinished.[…] Gameplay outside of combat feels sluggishly paced to the point of boredom.”

„Es gibt Teile von Lost Odyssey, die einfach nur fantastisch aussehen. Manche Orte sind unglaublich detailliert, so wie auch alle spielbaren Charaktere. Das steht im krassen Kontrast zu ein paar Orten die, im Vergleich, unfertig wirken. […] Die Spielmechanik abseits der Kämpfe fühlt sich träge, fast schon langweilig, an.“

“Getting the most out of Lost Odyssey will require a bit of patience, even from those used to the slower pace of the genre.”

„Das meiste aus Lost Odyssey herauszuholen, bedarf etwas Geduld, selbst bei denen, die ein langsames Tempo im Genre gewohnt sind.“

„Stellenweise ist Lost Odyssey wirklich hübsch und punktet mit sehr abwechslungsreichen und eigenwillig gestalteten Schauplätzen […] Dann wiederum enttäuscht es mit ebenso kargen wie grobkörnigen Landschaften, wenigen Details und Texturen knapp über PS2-Niveau, trotz Verwendung der leistungsstarken Unreal Engine 3.“